# مارابونيصور
الماراپونيصور (Maraapunisaurus) هو جنس من ديناصورات الصوروپودات آكل للنباتات. وهو معروف من عينة واحدة من ما تم تقديره في بعض الأحيان لتكون أكبر عينة ديناصور مكتشفة على الإطلاق سُميت في الأصل أمفيكولياس فراجليمس، بناء على وصف لازال باقيًا لحفرية واحدة، كان العلماء على مر السنين يقدرون أ. فراجليمس بأنه أطول حيوان معروف عند 58 متر (190 قدم) في الطول مع احتمالية كتلة تصل إلى 122.4 طن (135 طن أمريكي)، ومع ذلك ولأن العينات الأحفورية قد ضاعت في مرحلة ما بعد دراستها ووصفها في عقد 1870، الدلائل وحدها هي التي نجت في الرسومات والملاحظات الميدانية، المزيد من التحليل من الأدلة الباقية بالإضافة إلى المعقولية البيولوجية لحيوان كبير يعيش على اليابسة أشار إلى أن الحجم الهائل لهذا الحيوان كان مبالغة في التقديرات يرجع جزئيًا إلى أخطاء مطبعية في وصف 1878 الأصلي.

## التاريخ
تم جمع الماراپونيصور فراجليمس من قِبل أورميل لوكاس وهو كان جامعًا للحفريات كان يعمل لدى إدوارد درينكر كوپ، وبعد فترة قصيرة من تعيينه من قِبل كوپ في سنة 1877، اكتشف لوكاس فقرة جزئية (القوس العصبي والعمود الفقري) من نوع جديد من الصوروپود في جاردن پارك، شمال كانون سيتي، كولورادو، بالقرب من المقلع الذي اكتُشف فيه الكامراصور. كانت الفقرة في حالة سيئة للغاية، لكنها كان كبيرة بشكل مدهش، حيث بلغ ارتفاعها 1.5 متر (4.9 قدم) حتى 2.7 متر (8.9 قدم). شحن لوكاس العَيّنة إلى كوپ في ربيع أو بداية صيف 1878، ونشرها كوپ كنوع نموذجي (رقم فهرس AMNH 5777) لنوع جديد هو أ. فراجليمس في أغسطس من ذاك العام. الاسم مشتق من الكلمة اللاتينية (fragillimus) «هش للغاية»، في إشارة إلى رِقَّة العظم التي أنتجتها صفيحة رقيقة للغاية (الجدران الفقرية). وكما ظهر في دفاتر ملاحظات كوپ التي سجلها مستندًا على تقرير لوكاس عن مواقع الحفريات في سنة 1879، جائت العَيّنة من تل يقع إلى الجنوب من مقلع الكامراصور المعروف الآن باسم «حلمات كوپ». بينما كتب كوپ في الأصل أن الموقع ينتمي إلى تكوين داكوتا (الذي يرجع لمنتصف العصر الطباشيري)، فإن وجود ديناصورات مثل الكامراصور في الصخور نفسها يشير إلى أنهما ربما ينتميان إلى تكوين موريسون الذي يرجع عمره إلى 150 مليون سنة مضت في فترة الجوراسي المتأخر، وتحديدًا حين التيتوني.

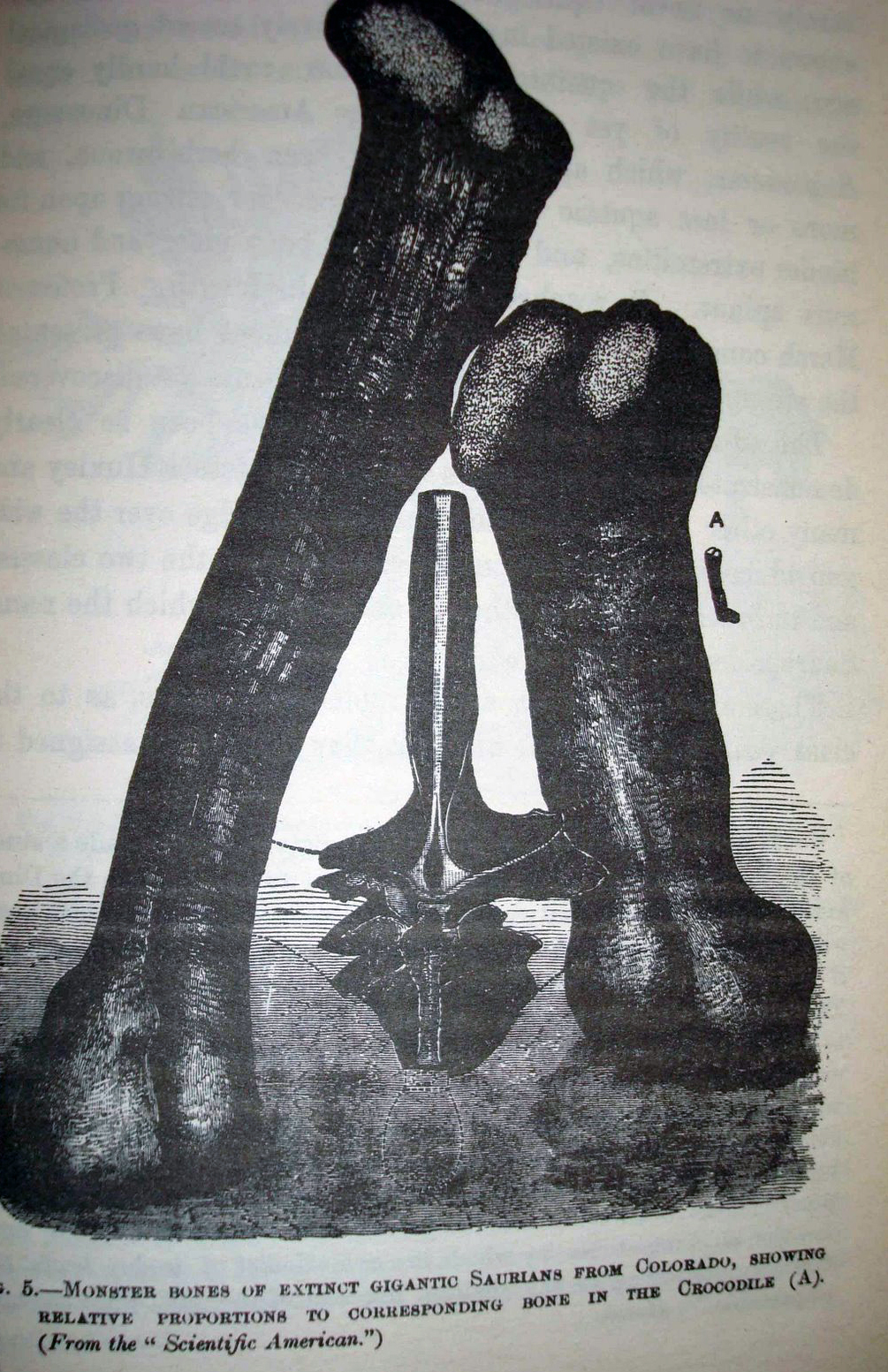
توضيح لحفريات م. فراجليمس، 1884